# Serge Jordan
Serge Jordan est un pilote de rallye automobile français né le 25 décembre 1958 à Lisieux (Calvados).

## Biographie
Il commence sa carrière en 1986 par une opération de détection de jeunes pilotes dans l'usine Renault de Cléon où il travaillait. Recalé car trop jeune dans l'entreprise, il débute finalement de manière autonome avec un ami sur une Renault 5 GT Turbo et finit deuxième du groupe N dès sa première course. Dès l'année suivante, il se lance en formule de promotion, toujours chez Renault, et termine 1er de la Région Nord-Normandie-Île-de-France avec sept victoires.
Il continuera ensuite dans cette voie et décrochera le Graal en 1991 avec la Renault Clio 16s groupe N.
Serge Jordan est donc pilote officiel Renault en 1992 et termine 4e du championnat et 1er groupe N. Il est reconduit l'année suivante et termine vice-champion derrière un Bernard Béguin intouchable cette année-là. En 1994, il passe enfin à la Clio groupe A avec deux succès de classe à la clé. Vint ensuite la Renault Clio Maxi en 1995 où, en une demi-saison, il termine 4 fois sur le podium. En 1996, Serge est envoyé par Patrick Landon disputer le très relevé championnat britannique des rallyes avec la nouvelle Renault Maxi Megane avant de revenir dans l'hexagone en 1997 pour remplacer Jean Ragnotti. Il signera cette année-là ces deux premières victoires en Championnat de France des rallyes au Rallye du Touquet et au Critérium des Cévennes.
Mais Renault se retire du championnat à la fin de la saison.
En 1998 et 1999, Serge Jordan continue sa carrière en Rallycross, toujours sur Renault Maxi Megane et termine à chaque fois vice-champion de France Division 2. À la fin de la saison 99, il revient en rallye et signe des chronos convaincants qui amorceront davantage son envie de revenir dans cette discipline en 2000. Cette première saison du come-back se soldera par une place de vice-champion et une victoire "européenne" au Rallye d'Antibes. En 2001, faute de budget, il retournera en groupe N avec la nouvelle Renault Clio II RS. De nombreux soucis mécaniques gâcheront sa saison et il ne terminera que 6e du championnat (1er groupe N). En 2002, il dispute le nouveau championnat de France réservé aux super 1600. Avec trois deuxièmes places en cinq participations, il termine le championnat en 5e position.
Par la suite, on ne l'a vu qu'en rallye-raid à diverses occasions.

## Palmarès
- 2002 - 5e du Championnat de France des rallyes;
- 2001 - 6e du Championnat de France des rallyes;
- 2000 - 2e du Championnat de France des rallyes (rallye d'Antibes - Rallye d'Azur (ERC));
- 1999 - vice-champion de France de Rallycross 2e Division;
- 1998 - vice-champion de France de Rallycross 2e Division;
- 1997 - 5e du Championnat de France des rallyes (critérium des Cévennes, rallye du Touquet);
- 1996 - championnat britannique des rallyes;
- 1995 - Championnat de France des rallyes;
- 1994 - Championnat de France des rallyes;
- 1993 - 2e du Championnat de France des rallyes;
- 1992 - 4e du Championnat de France des rallyes;
- 1991 - vainqueur de la coupe Renault Sport;
- 1987 à 1991 : coupe Renault Sport en Rallye;
- 1986 - débute en rallye.